# Knappschaft (Krankenkasse)

Ehemaliges Logo (2003)

Unter der Marke Knappschaft (Eigenschreibweise KNAPPSCHAFT) tritt seit 2002 die Deutsche Rentenversicherung Knappschaft-Bahn-See als einer der Träger der gesetzlichen Krankenversicherung auf. Die Krankenkasse ist bundesweit geöffnet.

## Geschichte
Die Knappschaft entwickelte sich aus dem Zusammenschluss der Sankt Johannis Bruderschaft der Bergleute am Rammelsberg bei Goslar, welcher der Hildesheimer Bischof Johann I. von Brakel in einer Urkunde vom 28. Dezember 1260 seinen Schutz zusicherte, und ist damit die älteste Sozialversicherung der Welt.
Seit den 1930er Jahren bestand für Angestellte im Bergbau und bei der Knappschaft krankenversichert angestellte Mitarbeiter ein Mehrleistungsanspruch. Dieser verursachte einen höheren Beitragssatz als für Arbeiter, dafür übernahm die Knappschaft bei stationärer Behandlung Wahlleistungen (freie Arztwahl und Zweibettzimmer).
Bis zum 31. März 2007 war die Mitgliedschaft allein Versicherten der Knappschaftlichen Rentenversicherung vorbehalten (vornehmlich Bergbaubeschäftigten und deren Familienmitgliedern sowie Knappschaftsmitarbeitern).
Seit April 2007 ist die Krankenkasse für alle gesetzlich Krankenversicherten geöffnet. Neumitglieder können den Mehrleistungsanspruch nicht erwerben. Für sie gleichen die Leistungen denen anderer gesetzlicher Krankenkassen. Altmitgliedern steht weiterhin ein Bestandsschutz bei knappschaftsspezifischen Sonderleistungen zu. Seit der Öffnung besteht kein wesentlicher Wettbewerbsvorteil mehr gegenüber anderen Krankenkassen.
Am 1. Januar 2008 nahm die Deutsche Rentenversicherung Knappschaft-Bahn-See die See-Krankenkasse und damit auch die See-Pflegekasse auf.

## Zahlen und Fakten
Das Medizinische Netz der Knappschaft umfasst 1500 niedergelassene Ärzte, elf Krankenhäuser, die in Eigenregie oder als Teil von Krankenhausgesellschaften betrieben werden, elf Rehabilitationskliniken sowie einen eigenen sozialmedizinischen Dienst. Die Krankenversicherung der Knappschaft zählt knapp 1 Mio. Mitglieder (Stand Dezember 2024).

## Beitragssätze
Seit 1. Januar 2009 werden die Beitragssätze vom Gesetzgeber einheitlich vorgegeben. Seither wurde die Finanzierung des Mehrleistungsanspruchs für Altmitglieder anstatt eines zusätzlichen Beitragssatzes durch ein Prämiensystem abgelöst. Die Knappschaft erhob bis 31. Dezember 2014 keinen einkommensunabhängigen kassenindividuellen Zusatzbeitrag. 2015 erhob sie einen einkommensabhängigen Zusatzbeitrag in Höhe von 0,8 Prozent des beitragspflichtigen Einkommens. Von Januar 2016 bis September 2018 betrug dieser 1,3 Prozent. Von Oktober 2018 bis Dezember 2020 lag der Zusatzbeitrag bei 1,1 Prozent. Seit 2021 betrug der Zusatzbeitrag 1,6 Prozent. Ab 2024 wurde er auf 2,2 Prozent erhöht, womit der höchste Beitragssatz einer bundesweit tätigen Krankenkasse erreicht wird. Die Vorsitzende der Geschäftsführung der Knappschaft-Bahn-See, Bettina am Orde, kündigte nach einem Verlust von 400.000 Versicherten in der Krankenversicherung von 2013-2023 und der Beitragssatzerhöhung um 0,6 Prozentpunkte Ende 2023 ihren Rückzug für 2024 an. Zum 1. August 2024 stieg der Zusatzbeitrag um weitere 0,5 Prozent auf 2,7 Prozent. Ab 2025 werden 4,4 Prozent Zusatzbeitrag erhoben.

## Knappschafts-Krankenhäuser
Die Institution Knappschaftskrankenhaus hat deutschlandweit als medizinische Einrichtung mit gesundheitspolitischem Engagement eine lange Tradition: Bereits vor mehr als 100 Jahren gab es rund 60 eigenverantwortlich betriebene Knappschafts-Krankenhäuser.
Für den Zeitraum bis 1923 recherchierte der Autor Ulrich Lauf die Existenz von insgesamt 55 Krankenhäusern deutscher Knappschaftsvereine in folgenden Orten:
Bardenberg, Beuthen, Bielschowitz, Bleicherode, Burbach, Carlsfeld bei Brehna, Czerwionka, Czuchow, Derne (Dortmund), Dillingen, Eisleben, Frankenholz, Gelsenkirchen, Georgsmarienhütte, Gleiwitz, Halberg, Hausham, Hettstedt, Hohenmölsen, Hultschin, Kattowitz, Klettwitz, Knurow, Königshütte, Kreuzburg-Bodland, Langendreer (Bochum), Lauchhammer, Laurahütte, Laurenburg, Mechernich, Myslowitz, Neunkirchen (Saar), Neunkirchen (Daun), Neurode, Nikolai (2×), Orzesche, Peißenberg, Penzberg, Petershofen, Quierschied, Recklinghausen, Rudahammer (Ruda), Rüdersdorf, Rybnik, Rydultau, Scharley, Senftenberg, Staßfurt-Leopoldshall, St. Ingbert, St. Johann (Saar), Sulzbach/Saar, Tarnowitz, Völklingen und Waldenburg.
Hinzu kamen
- Elf Knappschafts-Zahnkliniken in Senftenberg, Waldenburg (Walbrzych), Neurode (Nova Ruda), Gottesberg-Rothenbach, Gleiwitz (Gliwice), Zabrze, Beuthen (Bytom), Mikultschütz, Rokitnitz, Biskupitz und Zaborze,
- Zehn Knappschafts-Erholungsheime in Volmarstein, Winterberg, Bad Rothenfelde, Braunlage, Wendefurth, Allrode/Harz, Warmbrunn, Jastrzemb, Altheide und Kudowa sowie
- Fünf Knappschafts-Heilstätten in Beringhausen (Meschede), Essen, Goczalkowitz, Bad Berka und Sülzhayn.[16]

Manche Krankenhäuser gab es für eine gewisse Zeitspanne, sie wurden aus verschiedenen Gründen anderweitig übernommen, umgenutzt oder aufgegeben, so etwa
- das Knappschaftskrankenhaus „Bergmannswohl“ in Schkeuditz,
- das Knappschaftskrankenhaus „Bergmannstrost“ in Halle (Saale) und
- das Knappschaftskrankenhaus „Bergmannssegen“ in Oberschlesien

Diese drei gehörten zu den Unfallkrankenhäusern der Bergbau-Berufsgenossenschaft Knappschaft und entstanden vor und nach dem Ersten Weltkrieg.
Seinen Ursprung als Knappschafts-Krankenhaus hat auch das Ameos-Klinikum Staßfurt im Stadtteil Leopoldshall:
- Knappschaftskrankenhaus in Leopoldshall (1929–1945), Krankenhaus der Halberstädter Knappschaft in Halberstadt